# Johannes Laurentii (kyrkoherde i Nora, Ångermanland)
Johannes Laurentii, även Hans Larsson, död omkring 1609, var en svensk präst och riksdagsman.

## Biografi
Johannes Laurentii framkommer först i källorna vid Uppsala möte vars beslut han undertecknade i egenskap av kyrkoherde i Nora socken, Härnösands stift. 1595 var han en av undertecknarna av besluten från Söderköpings riksdag.
Om Johannes Laurentiis ursprung är inget känt. Han ägde mark i byn Ry samt det hemman Fanskog som tidigare ägdes av Olaus Laurentii Bure.
Han var gift med Karin Olofsdotter, som efter hans död gifte om sig med Noras kapellan Erik Michaelis. Hans många barn med henne kallade sig Noræus. Sonen Israel Noræus adlades Norfelt. Dennes bror Olof Hansson Noræus ägde jord i Lungvik. Deras syster Margareta var hustru till Segericus Nenzelius.